# Campionati di football americano in Africa

## Elenco

### Campionati nazionali

#### Maschili

##### Ufficiali
| Stato   | Massima serie | Nome della finale | Prima edizione | Ultima edizione | Edizioni giocate | Maggiori vittorie | Numero vittorie | Maggiori partecipazioni | Partecipazioni | Campione in carica/Ultimo vincitore |
| ------- | ------------- | ----------------- | -------------- | --------------- | ---------------- | ----------------- | --------------- | ----------------------- | -------------- | ----------------------------------- |
| Algeria |               |                   |                |                 |                  |                   |                 |                         |                |                                     |
| Egitto  | ELAF          |                   | 2016           |                 | 1                | Cairo Sharks      | 1               |                         |                | Cairo Sharks (2016)                 |
| Kenya   | KNFL          |                   |                |                 |                  |                   |                 |                         |                |                                     |
| Marocco |               |                   |                |                 |                  |                   |                 |                         |                |                                     |

##### Non ufficiali
| Stato  | Massima serie | Nome della finale | Prima edizione | Ultima edizione | Edizioni giocate | Maggiori vittorie            | Numero vittorie | Maggiori partecipazioni      | Partecipazioni | Campione in carica/Ultimo vincitore |
| ------ | ------------- | ----------------- | -------------- | --------------- | ---------------- | ---------------------------- | --------------- | ---------------------------- | -------------- | ----------------------------------- |
| Egitto | EFAF          | Egyptian Bowl     | 2015           |                 | 2                | GUC Eagles, Cairo Hellhounds | 1               | GUC Eagles, Cairo Hellhounds | 2              | Cairo Hellhounds (2016)             |